# 棺材房
棺材房（coffins) 是香港常見的一種低下階層的居所，因其空間細小得像棺材一樣而得名，其面積不逾20平方呎（約1.8平方米），居住者只能躺臥在居所之內，沒有空間站立甚至坐下。